# LSD-Klebebild
LSD-Klebebilder sind laut einer modernen Sage Abziehklebebilder für Kinder, die vorgeblich mit der Droge LSD präpariert sind, welche durch das Aufkleben der Bilder auf die Haut in den Körper gelangen soll. Diese Falschmeldung entstand spätestens Ende der 1970er Jahre aus unbekannter Quelle und verbreitete sich in den USA und auch im deutschsprachigen Europa. Zu der Zeit kamen anonyme Flugblätter in Umlauf, in denen vor diesen Klebebildern gewarnt wurde. Diese zeigen bei Kindern beliebte Motive (z. B. mit Micky Maus oder Beavis und Butt-Head) und werden vorgeblich von Drogendealern an Schulen und Spielplätzen an arglose Kinder verteilt.
Flugblätter dieser Art wurden (und werden) sowohl von besorgten, aber ahnungslosen und fehlinformierten Eltern verbreitet, aber auch von Unbekannten, die bewusst die Falschmeldung streuen wollen. In manchen Fällen haben arglose Schuldirektoren die von den Eltern erhaltene Warnung in offiziellen Rundbriefen weiterverbreitet und somit zu einem unnötigen Wiederaufleben des Gerüchts geführt. Seit Ende der 1990er Jahre ebbt die Verbreitung allerdings ab, vermutlich auch durch das Internet als Informations- und Aufklärungsmöglichkeit.
Sehr wahrscheinlich geht die Legende auf tatsächliche Sticker und Plättchen zurück, die aus speziellem, weichen Druckerpapier oder Esspapier bestehen und rückseitig mit LSD-getränktem Kleber bestrichen oder direkt in LSD getränkt sind. Diese werden in den Mund gesteckt und dann genuckelt. Durch den warmen Speichel löst sich der Kleber (bzw., das Papier löst sich gänzlich auf) und das LSD wird freigesetzt. Eine Übertragung über die bloße Haut ist dagegen nahezu unmöglich, da der Kleber eintrocknet, das LSD darin also eingeschlossen bleibt und derart kleine, dünne Sticker ohnehin nicht lange anhaften würden. Da die unwissentliche Einnahme von LSD zu sehr bizarren bis bedrohlichen Wahrnehmungsveränderungen (Horrortrip) führen kann und die Substanz zu keiner körperlichen Abhängigkeit führt, wäre das Vorgehen auch nicht zur Gewinnung neuer Kunden geeignet.